# Margaretha Heijkenskjöld
Margaretha Charlotta Heijkenskjöld, född 19 augusti 1781, död 29 juli 1834 i Remla i Syrien, var en svensk resenär som väckte stort uppseende i sin samtid med sina vidsträckta resor. 
Margaretha Heijkenskjöld var dotter till bergsrådet Detlof Heijkenskjöld d.y. och Lovisa Ulrica Victorin, och ärvde en förmögenhet, som hon använde till sitt stora intresse, att resa och lära känna främmande länder, människor, seder och kulturer. Hon beskrivs som en självständig person med stor anpassningförsmåga och gifte sig aldrig. Detta tilldrog sig också under en tid då kvinnor inte reste ensamma, och det väckte därför stor uppmärksamhet. Hon besökte Paris, Wien och Italien och avled i Romla i Syrien efter att ha besökt Jerusalem. Anteckningar och teckningar av hennes resor finns bevarande. 
Margaretha Heijkenskjöld introducerade 1816 på sin fars initiativ en särskild sockendräkt, den s.k. Hälleforsdräkten, »till lyxens hämmande o den sociala utjämningens fromma».